# برنامه تحقیقات اقلیمی جهان
برنامه تحقیقات اقلیمی جهان (انگلیسی: World Climate Research Programme) یک برنامه بین‌المللی سازمان داده شده‌است که به هماهنگ‌کردن اقلیم‌شناسی جهانی کمک می‌کند. این برنامه در سال ۱۹۸۰، تحت حمایت مشترک سازمان جهانی هواشناسی و شورای بین‌المللی علوم تأسیس شد و همچنین از سال ۱۹۹۳ توسط کمیسیون اقیانوس‌شناسی بین‌دولتی وابسته به یونسکو حمایت می‌شود.
این برنامه توسط سه حامی اصلی مالی آن و کمک‌های اضافی توسط دولت‌ها یا سایر اهداکنندگان تأمین می‌شود. این برنامه از این بودجه برای سازمان‌دهی کارگاه‌های علمی یا کنفرانس‌ها و حمایت از همکاری بین دانشمندان اقلیم در سطح بین‌المللی استفاده می‌کند. گروه‌های متخصص آن همچنین استانداردهای بین‌المللی را برای داده‌های اقلیمی توسعه می‌دهند و زمینه‌های مورد تأکید آینده را در تحقیقات بین‌المللی اقلیم در میان سایر موارد، پیشنهاد می‌کنند.

## اهداف
هدف سازمان برنامه تحقیقات جهانی اقلیم آن عبارت است از: درک بهتر از سیستم و تغییر و علل تغییر اقلیم و همچنین تعیین قابلیت پیش‌بینی آب و هوا و تعیین تأثیر فعالیت‌های انسانی بر آن. هدف این برنامه تقویت ابتکاراتی در تحقیقات اقلیمی است که برای استفاده از آن به هماهنگی بین‌المللی نیاز دارند. این برنامه مستقیماً تحقیقات اقلیمی را تأمین مالی نمی‌کند، اما ممکن است در مواقعی با آژانس‌های تأمین مالی تحقیقات اقلیمی در مورد اولویت‌های تحقیقاتی جهانی تبادل نظر کند.

## ساختار
بزرگترین گروه مشارکت‌کنندگان در این برنامه هزاران دانشمند اقلیم‌شناس از سراسر جهان هستند که تخصص و زمان خود را به عنوان داوطلب ارائه می‌دهند تا به سازمان‌دهی کارگاه‌های آموزشی در زمینه‌های کلیدی تحقیقاتی کمک کنند، راه‌هایی را برای تحقیقات آینده در مقالات جدید ارائه دهند و در هیئت‌های علمی یا مشاوره در این برنامه خدمت کنند. راهنمایی‌های علمی رسمی برای این برنامه توسط کمیته علمی مشترک متشکل از ۱۸ دانشمند داوطلب که با توافق متقابل بین سه سازمان حامی این برنامه انتخاب شده‌اند، ارائه می‌شود. عملیات روزانه توسط دبیرخانه‌ای متشکل از ۸ کارمند تمام‌وقت، به میزبانی سازمان جهانی هواشناسی در ژنو پشتیبانی می‌شود.

## فعالیت‌ها و پروژه‌ها
بزرگترین فعالیت‌های سازمان برنامه تحقیقات اقلیمی جهان، مربوط است به چهار پروژه اصلی آن به نام‌های SPARC, CLIVAR, CliC و GEWEX که به این کار اختصاص دارند و از تحقیقات اقلیمی در جو زمین، اقیانوس‌ها، یخ‌کره و سطح زمین که با هم آب و هوای فیزیکی زمین را تشکیل می‌دهند پشتیبانی می‌کنند.
این برنامه همچنین گروه‌های کار موضوعی و شوراهای مشورتی در مورد داده‌های آب و هوا، مدل‌سازی آب و هوا، پیش‌بینی آب‌ و هوای فصلی، و مدل‌سازی آب و هوای منطقه‌ای را تحت پوشش دارد.
یک کار ویژه توسط یک تیم کاری از این برنامه، پروژه مقایسه زوجی است که قیاس‌های منظم مدل‌های اقلیمی جهان را استاندارد و هماهنگ می‌کند و این یک مبنای مهمی است برای ارزیابی و پیش‌بینی‌های گزارش وضعیت جوی که ارائه داده می‌شود

## پروژه استراتوسفر و نقش آنها در آب و هوا
فرآیندهای استراتوسفر- تروپوسفر و نقش آنها در آب و هوا یک پروژه اصلی این برنامه است که در سال ۱۹۹۲ تأسیس شد و بیش از دو دهه است که فعالیت‌های تحقیقاتی سطح بالا مرتبط با درک و فهم از سیستم زمین را هماهنگ می‌کند. این پروژه به‌طور خاص، فعالیت‌های تحقیقاتی بین‌المللی پیشرفته را در مورد چگونگی تعامل فرآیندهای شیمیایی و فیزیکی در جو زمین با آب و هوا و تغییرات اقلیمی ترویج و تسهیل می‌کند.